# 劉観 (洪武進士)
劉 観（りゅう かん、生没年不詳）は、明代の官僚。本貫は保定府雄県。

## 生涯
1385年（洪武18年）、進士に及第した。太谷県丞に任じられ、推薦により監察御史に抜擢された。1397年（洪武30年）、左僉都御史を代行した。事件に連座して獄に下されたが、まもなく釈放された。1398年（洪武31年）12月、嘉興府知府として出向した。父が死去したため、劉観は辞職して喪に服した。
1403年（永楽元年）9月、雲南按察使に抜擢された。赴任しないうちに、戸部右侍郎に任じられた。1404年（永楽2年）5月、左副都御史に転じた。ときに左都御史の陳瑛は残忍酷薄であり、右都御史の呉中は寛厚温和であったが、劉観は両者のあいだで柔軟に対応し、悠々と職務をつとめた。1406年（永楽4年）、北京の宮室を造営するため、劉観は永楽帝の命を受けて浙江で木材の伐採を監督し、ほどなく帰還した。1407年（永楽5年）冬、山西で旱魃があったことから、劉観は永楽帝の命を受けて山西に赴き、木材の伐採に動員された軍民を解散させた。1408年（永楽6年）6月、鄭賜が死去すると、劉観は抜擢されて礼部尚書となった。12月、刑部尚書の呂震と官を交代した。罪に問われて皇太子朱高熾に譴責された。北京にいた永楽帝がこのことを聞くと、小さな罪で大臣に辱めを与えるのはよろしくないと、太子に書を賜って諭した。1410年（永楽8年）、都督僉事の費瓛が涼州衛と永昌衛で反乱を起こした羌を討つと、劉観は軍事に参与するよう命じられた。1414年（永楽12年）、罪に問われて刑部の吏に降格された。1415年（永楽13年）2月、刑部尚書に復職した。6月、左都御史に転じた。1417年（永楽15年）、河漕の浚渫を監督した。1421年（永楽19年）、陝西巡撫を命じられ、官吏の考査監察を担当した。
1424年（永楽22年）8月、洪熙帝（朱高熾）が即位すると、劉観は太子賓客を兼ねた。11月、太子少保の位を加えられ、二職の俸給を受け取った。ときに大理寺少卿の弋謙がしばしば進言をおこない、帝はその煩瑣を嫌っていた。礼部尚書の呂震と大理寺卿の虞謙は帝の意向に沿って弋謙を弾劾する上奏をおこない、劉観はさらに十四道の御史に指示して弋謙を非難させた。このことは当時の世論に卑しまれた。
宣徳初年、劉観は部下の官僚たちと大勢の歌妓を侍らせて豪奢な宴会を開いた。劉観は私的に賄賂を受け取り、御史たちも貪婪放縦の限りを尽くして遠慮することがなかった。1428年（宣徳3年）6月、宣徳帝が大学士の楊士奇と楊栄を召し出して文華門にいたり、近年の朝臣の腐敗について諮問すると、楊栄はその代表として劉観の名を挙げた。ふたりは劉観に代えて通政使の顧佐を推薦した。宣徳帝は劉観を河道の視察に出向させ、顧佐を右都御史とした。これを機に御史の張循理らが不法に財産を蓄えた罪で劉観とその子の劉輻を弾劾した。宣徳帝は劉観父子を逮捕し、弾劾の文章を示した。劉観は上疏して弁明したが、宣徳帝はますます怒り、廷臣に前後して密奏を出させた。その中には不法に千金の賄賂を受けた者も含まれていた。10月、劉観は罪に服して、錦衣衛の獄に下された。1429年（宣徳4年）、劉観は死罪とされたが、楊士奇と楊栄は劉観の死刑を猶予するよう請願した。劉輻が一兵士として遼東に流され、劉観は随行を命じられた。劉観はその地で客死した。